# 林忠政
林 忠政（はやし ただまさ、永禄7年（1564年） - 元和8年4月14日（1622年5月24日））は、江戸時代前期の武将、江戸幕府旗本。通称は藤五郎、号は道斎。旗本林氏の初代。養子に林吉忠（上林政重の子）、林重信（成瀬重能の子）がいる。
松平広忠と徳川家康の家臣林忠時の子として生まれる。幼児より家康の御小姓を務めたが、17歳で眼病を罹患し致仕した。その後は上総国茂原に200石を下賜されて閑居した。元和8年（1622年）没。享年59。法名は道恕。墓所は千葉県市原市の龍渓寺。
子孫は代々旗本として仕え、忠英の代に大名（貝淵藩主）に列した。